# 寒天
寒天（かんてん）は、テングサ（天草）、オゴノリなどの紅藻類の粘液質を固めたもの（トコロテン）を凍結・乾燥させたものである。英語では、マレー語からの借用によりagar-agar、または短縮してagar（[ˈeɪɡɑːr]、[ˈɑːɡər]）と呼ぶ。
テングサ等の原材料を冷水に浸し沸騰させて炭水化物鎖を溶かし、他の物質を加えて漉し、38℃以下に冷ますことによって固める。寒天はゼラチンよりも低い、1%以下の濃度でもゲル化が起こる。一度固まった寒天ゲルは85℃以上にならないと溶けないため、温度変化に強く口の中でとろけることがない。
日本国内の流通量では2000年（平成12年）以降、工業的に製造された輸入品の数量が従来製法を含む国産品を上回っている。食用のゲル（ゼリー）の材料という点では、牛や豚から作られるゼラチンに似ているが、化学的には異なる物質である。

## 歴史
江戸時代前期、山城国紀伊郡伏見御駕籠町（現：京都府京都市伏見区御駕籠町）において旅館「美濃屋」の主人・美濃太郎左衛門が、島津大隅守が滞在した折に戸外へ捨てたトコロテンが凍結し、日中に融けたあと日を経て乾物状になったものを発見した。試しに溶解してみたところ、従来のトコロテンよりも美しく海藻臭さもなかった。これを黄檗山萬福寺を開創した隠元禅師に試食してもらったところ、精進料理の食材として活用できると奨励され、その際に隠元によって「寒晒し心太（ところてん）」と名付けられたが、それが時代の経過と共に短く略されていき、現代では寒天という略称の方が定着している。
以上を寒天の起源とする伝承は複数の書物に見られるが、具体的な時期は諸説ありはっきりとしない。尾崎直臣は、島津大隅守とは島津光久を指し、『島津国史』の記載から1657年（明暦3年）旧暦10月から12月にかけての江戸参勤を起源とするのが最も有力だと考察しているが、1645年-1656年に成立したと推定される金森宗和の『宗和献立』に「こごりところてん」、虎屋の1651年（慶安4年）の記録に「氷ところてん」という記述があることから、起源はさらに遡る可能性がある。
その後は100年余り伏見で独占的に生産されていた寒天だが、対明貿易の有力な輸出品となるなど商品価値が高まると、1781年（安永10年）に美濃屋で寒天製造法を学んだ摂津国島上郡原村字城山（現：大阪府高槻市原）の宮田半平が、1787年か1788年（天明7、8年）頃には製法を改良して摂津地方に寒天製造を広める。1798年（寛政10年）には寒暖差の大きい島上郡・島下郡・能勢郡の18ヶ村による北摂三郡寒天株仲間が結成されており、農閑期の余業として寒天製造が行われた。寒天製造は1830年（天保元年）頃に隣接する丹波国へも伝播し、丹波国へ行商に来ていた信濃国諏訪郡穴山村（現：長野県茅野市玉川）の行商人・小林粂左衛門が1841年～1842年（天保12～13年）頃に諏訪地方へ寒天製造を広め、角寒天として定着した。同地での角寒天づくりは21世紀も続いている。
当初は水で洗ってそのまま食することが多かったと考えられ、1671年（寛文11年）刊の『料理献立集』に寒天を使用した精進刺身が載っている。菓子材料としては、1707年（宝永4年）の『御菓子之畫図』に寒天を使用した棹菓子が見られる。寒天を用いた現在の煉羊羹の製法が確立したのは1658年（明暦4年）と伏見京町の駿河屋では伝えられているが、その製法が全国に普及するのは、上記のような摂津寒天の登場で、寒天の生産量が飛躍的に拡大し全国へと流通するようになる18世紀の後半のことであると考えられる。
1881年（明治14年）、ファニー・ヘッセとロベルト・コッホが寒天培地（かんてんばいち）による細菌培養法を開発し、寒天の国際的需要が増えた。このため、第二次大戦前は寒天が日本の重要な輸出品であったが、第二次世界大戦中は戦略的意味合いから輸出を禁止した。
寒天の供給を絶たれた諸外国は自力による寒天製造を試み、自然に頼らない工業的な寒天製造法を開発した。こうして作られたのが粉末寒天である。第二次大戦後には日本でも工業的な製造法の研究が始まり、1970年（昭和45年）頃には製造会社が35社にまで達した。しかし、2004年（平成16年）には5社ほどにまで激減した。
日本では現在、上記の長野県茅野市のほか、岐阜県恵那市（旧山岡町）で細寒天が、大阪府高槻市で和菓子用の糸寒天がつくられている。屋外で寒天を干す場合、冬季に晴天が多く且つ1日の寒暖差が大きいことが、良質な寒天産地の条件である。
諸外国ではモロッコ、ポルトガル、スペイン、チリやアルゼンチンで寒天が製造されている。

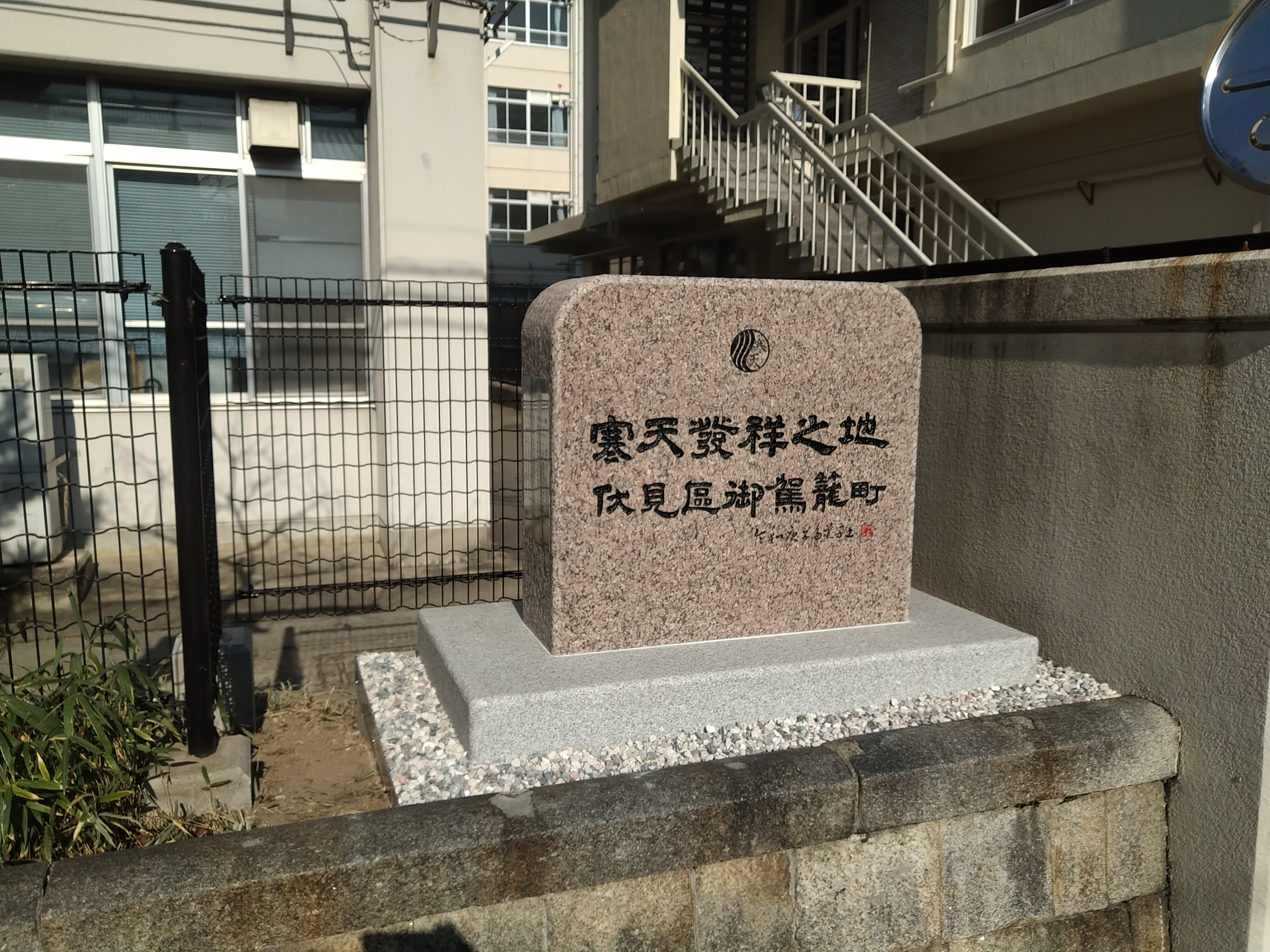
寒天発祥之地（京都市伏見区）

## 製法

### 従来の製法

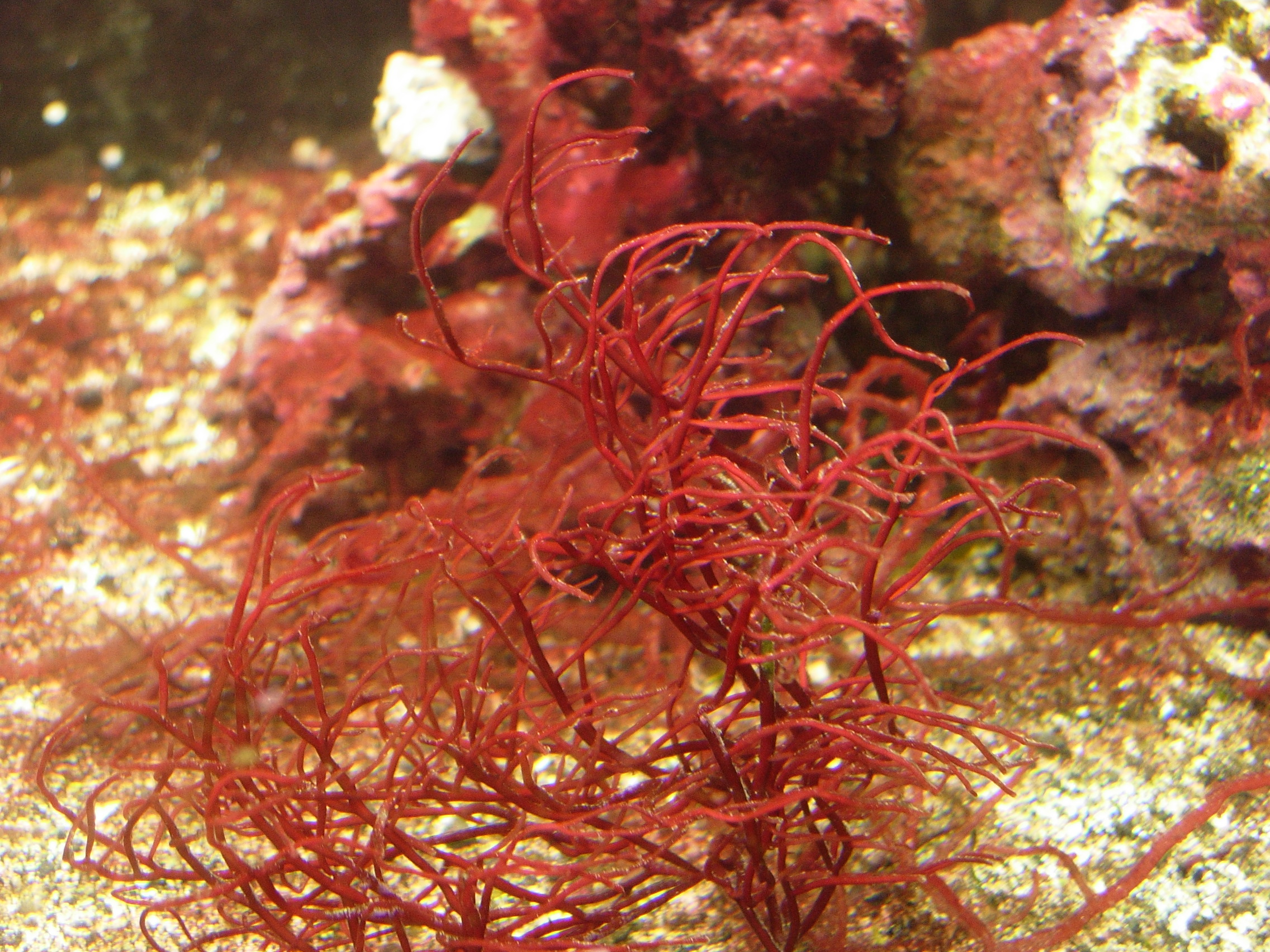
オゴノリ

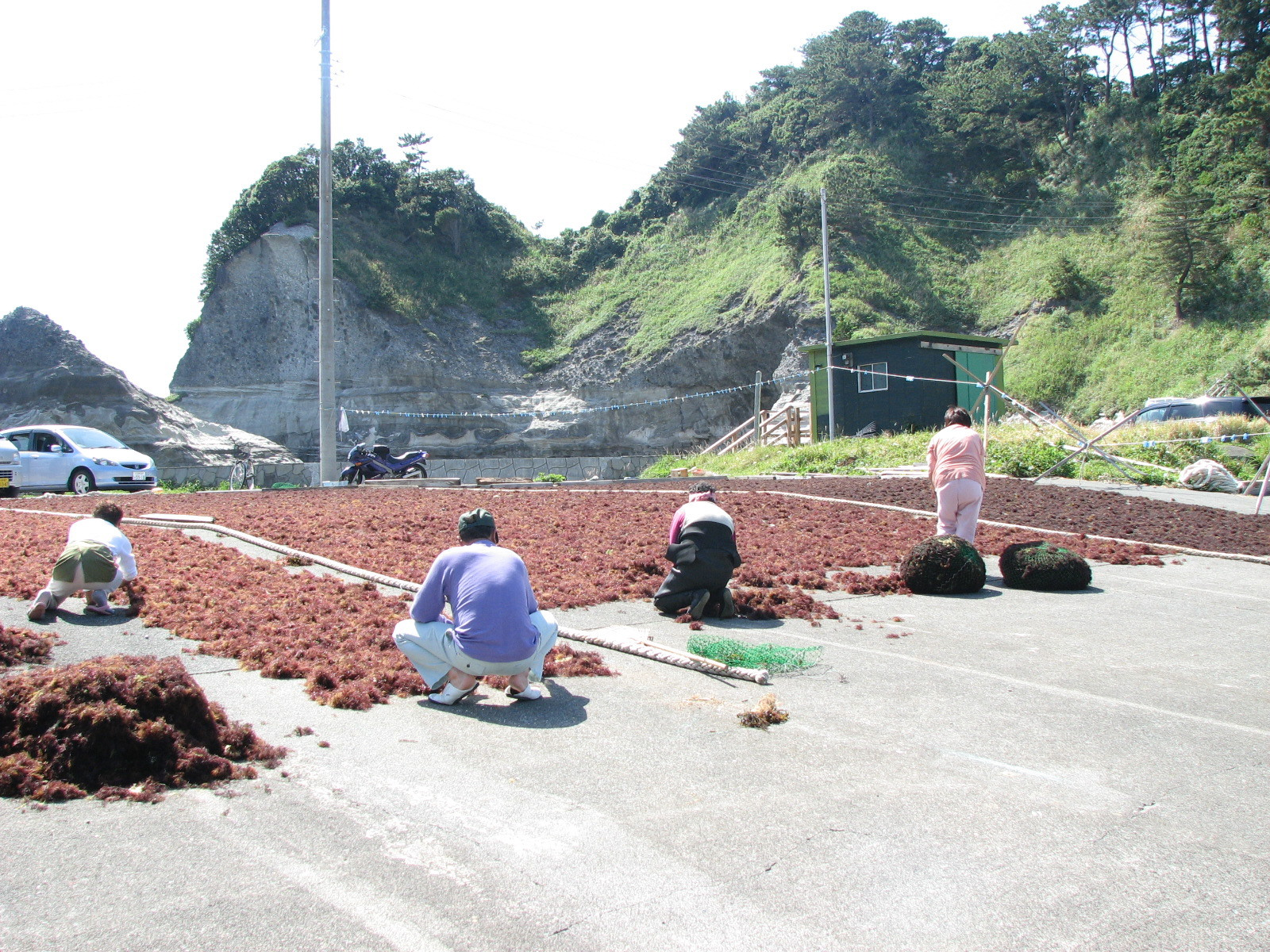
静岡県西伊豆 テングサ干し

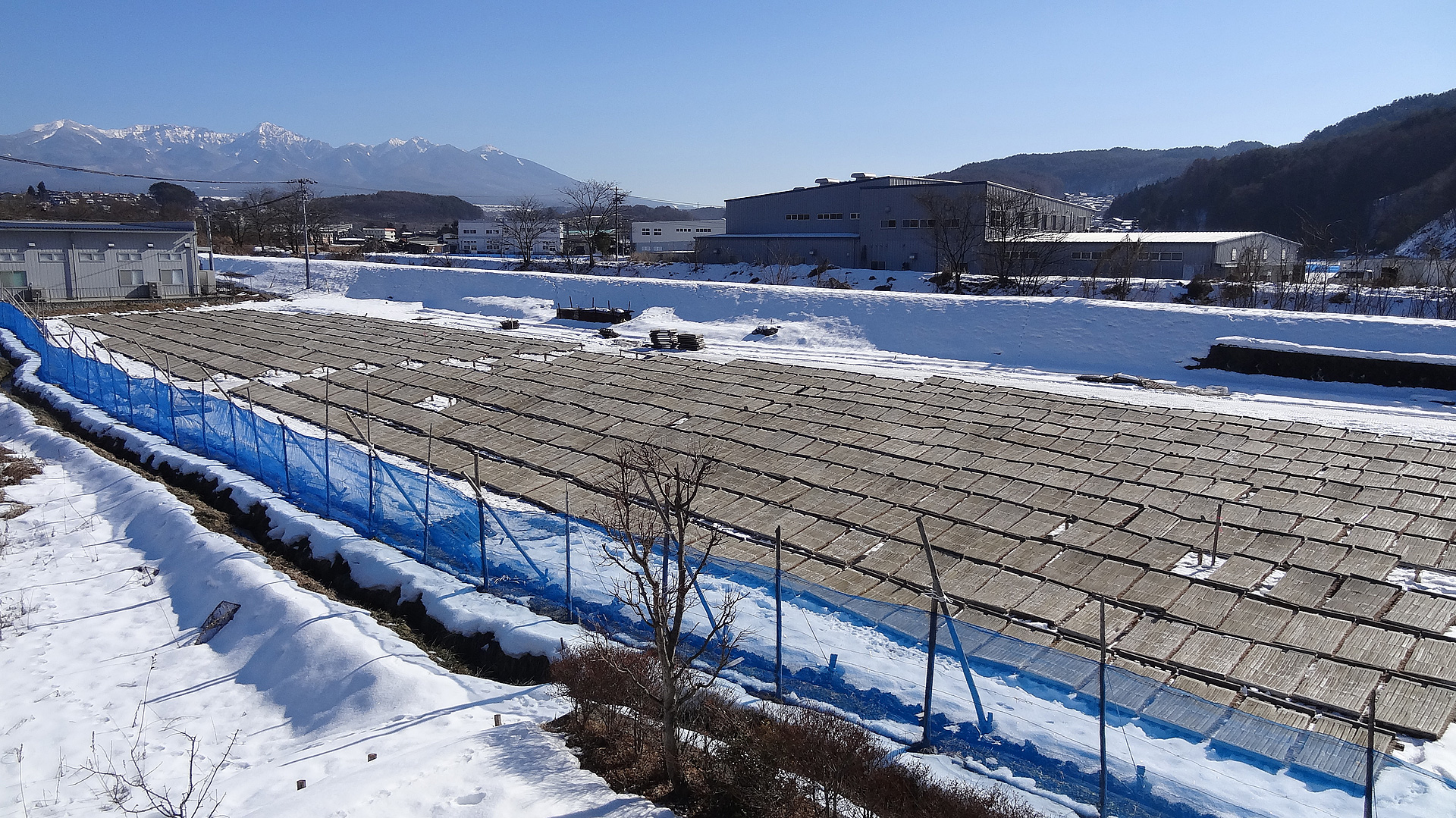
長野県茅野市 寒天干し

寒天は12月から翌年2月の厳寒期に製造される。
原料海藻の精製
テングサは、砂浜に広げて時折、淡水を注いで十数日間陽光を浴びせた薄黄色のさらしテングサを用いる。これを河川の水に浸し、柔らかくしたものを水車でつき、貝殻、砂その他を取り除き、流水にさらし、塩分、色素を除く。
配合
20%ないし40%の他の海藻を配合する。これはテングサが高価であり、またテングサのみでは固すぎるためである。
煮熟
沸湯に原料海藻を投入し、粘質分を溶出させるために硫酸または酢酸を少量を加え、約3時間煮沸し、火を弱め摂氏70度 - 80度に保つ。通常は原料海藻12kg当たり水約4kl、硫酸30g（水で希釈）を用いる。
濾過
麻袋に入れ、緩く圧して濾液を取り、静置して、うわずみを取る。絞り滓は2番煮を行い、1番煮汁に混ぜ、あるいは新原料海藻の1番煮に用いる。
凝固
うわずみを容器に移し、放冷し、トコロテンに凝固させる。角寒天の場合、約4cm角柱に切る。細寒天の場合、トコロテン突きで5mm角の線状に突き出し、蓆の上に並べる。
凍結
凍結場は、周囲に高さ1間ほどの防風垣を立て巡らせ、東西に杭（高さ50cmくらい）を打ち、横木を渡し、その上にトコロテンを並べた蓆を置き、寒い夜に凍結させる。角寒天は、2晩かけての凍結完了が最上とされる。酷寒のために1晩で急激な凍結が起こると、寒天質と氷とは別に分かれてしまい形質不良となる。温暖のために凍結に 4 - 5 晩かかると腐敗にかたむき、発色してしまう。細寒天はこのような苦労が少ない。
融解
凍結したら翌朝、陽光に当て、氷を融かして水分を滴下させ、さらに数日間日乾しして完成品とする。

### 工業的な製法
工業的には均質な粉末寒天が製造される。
寒天成分の抽出
テングサが原料の場合、塩素系漂白剤で漂白した後、煮沸抽出する。
オゴノリが原料の場合、テングサ寒天並みにゲル強度を高めるため、水酸化ナトリウム溶液でアルカリ処理した後、塩素系漂白剤で漂白して煮沸抽出する。
無添加と云われる、塩素系漂白剤を使っていないものも存在する。
濾過
不溶物を取り除くために珪藻土を加えて加圧濾過する。
凝固
浅いプールに注入して放置し、冷ますことで凝固物を得る。
脱水
テングサが原料の場合、凝固物を凍結乾燥法で脱水し、さらに熱風乾燥機で水分10％まで乾燥させる。
オゴノリが原料の場合、油圧器により凝固物を加圧することで脱水し、同じく熱風乾燥機で乾燥させる。
粉砕
最後に粉砕機で粉砕することで粉末寒天を得ている。

## 成分
ほとんどは食物繊維（アガロースやアガロペクチンなどの多糖類）からできており、ヒトの消化酵素のみでは分解されない。ただし、いくらかは、胃酸により分解しアガロオリゴ糖となり吸収され、生理的な作用を持つことが近年研究されている。
寒天の凝固作用は多糖類に由来する。このため、パイナップルやキウイフルーツなどの果物に含まれるプロテアーゼ（タンパク質分解酵素）でも凝固が阻害されない、よってゼラチン(タンパク質)では凝固できないこれらの食材の擬似ゼリーとして利用されている。

## 種類

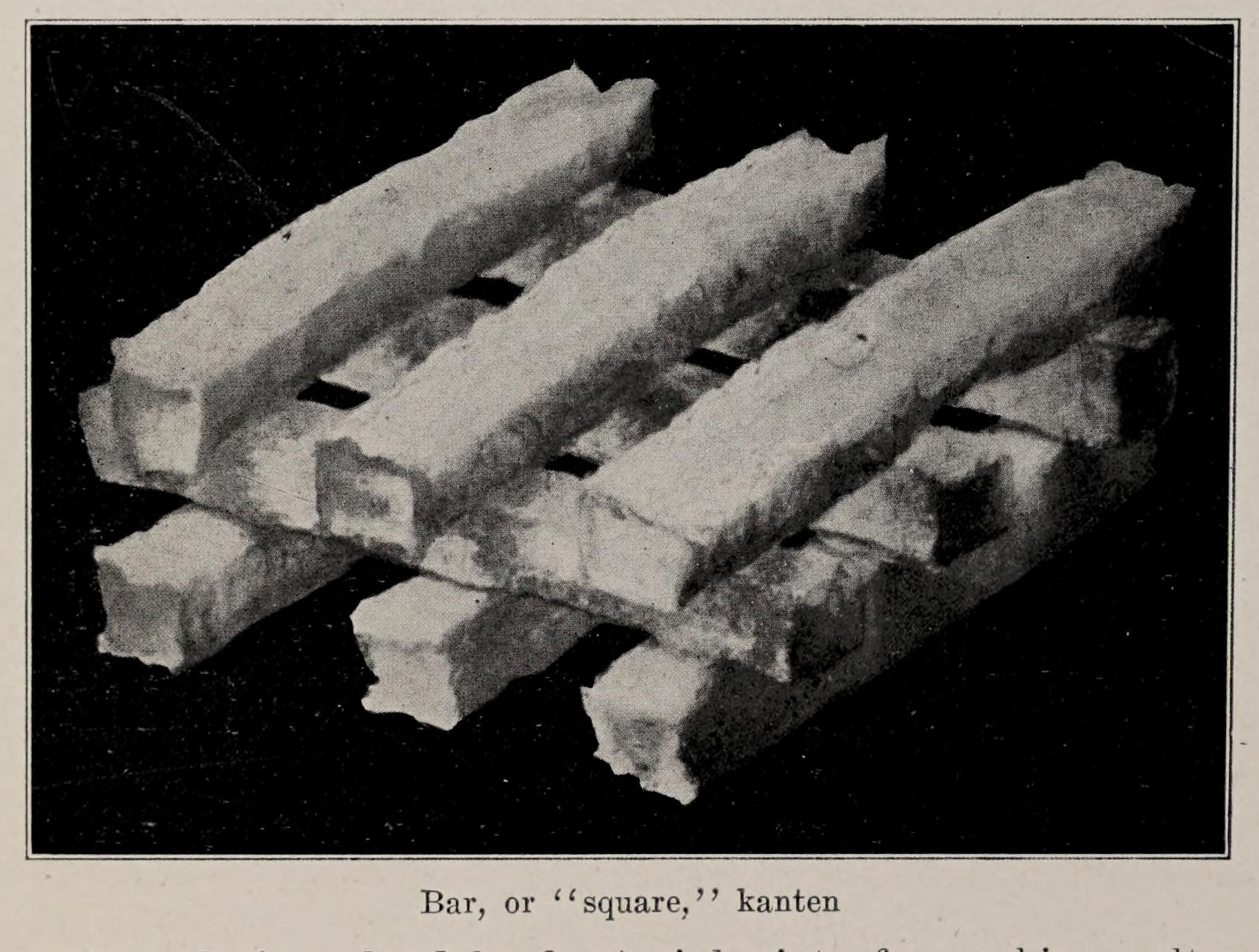
角寒天

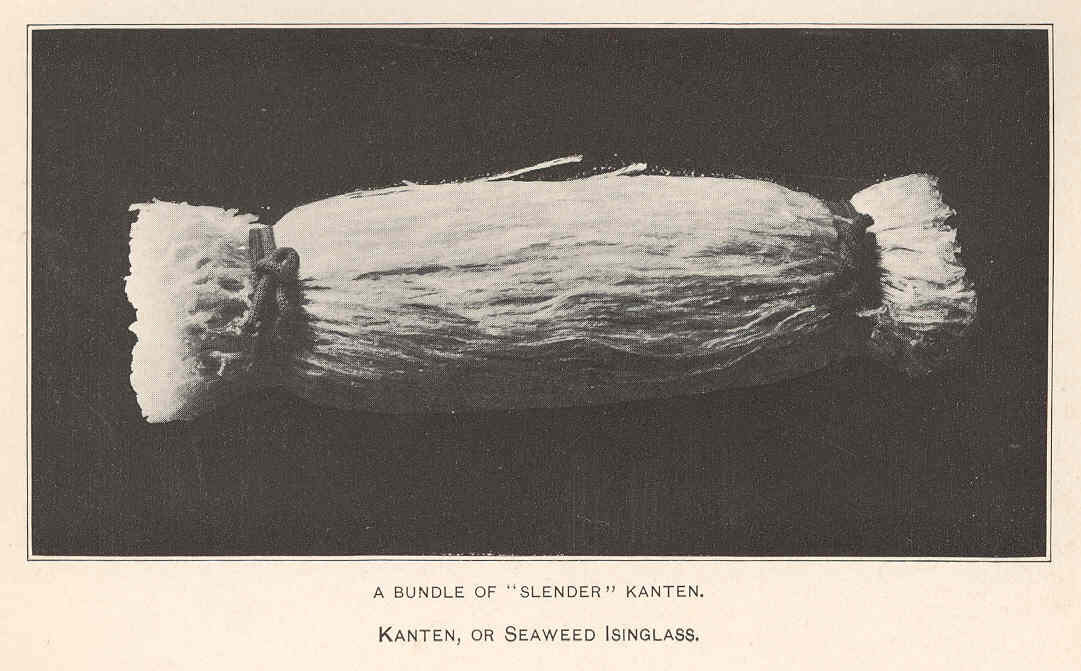
糸寒天

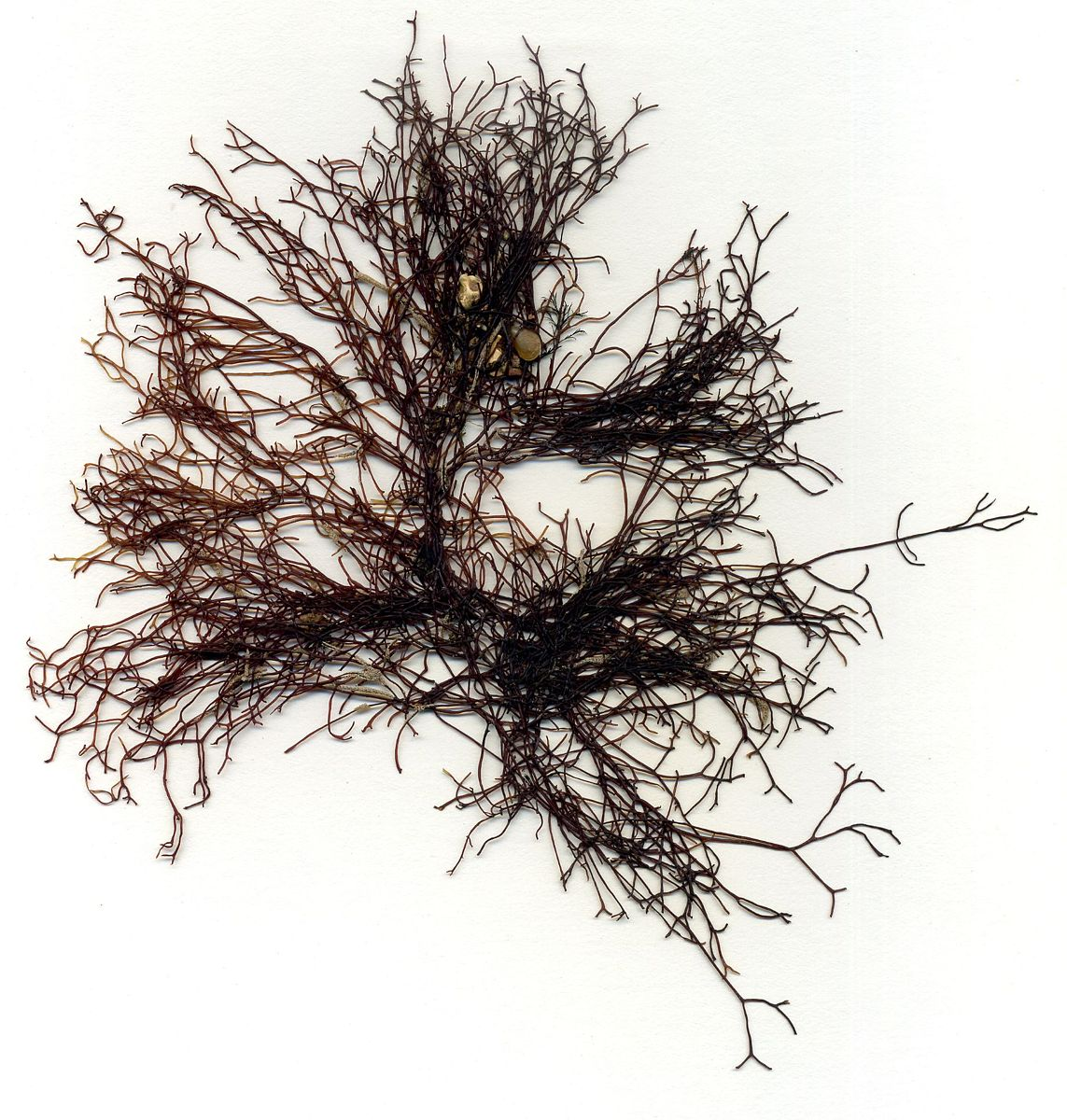
アンフェルティア海藻

粉末寒天
高純度で品質は均一。溶解性に優れる。
フレーク寒天
沈殿しにくいので焦げ付きにくい。高級和菓子用。
固形寒天
定量で作られているので計量の必要がない。品質は均一。
角寒天
水漬けと裏漉しが必要。品質は不均一。家庭料理用。
糸寒天
性質はほとんど角寒天と同じだが、和菓子用として扱いやすい。摂津地方で現在も年間40~50トン程度生産されている摂津糸寒天は、高級品として関西や西日本の和菓子の老舗企業からの需要が高い。
アガー粉
"agar"は「寒天」の英訳ではあるが、日本国内で「アガー粉」と呼ばれるものはテングサ、オゴノリを使った一般的な寒天とは原料が異なり、特性が違うので使い分けられている。
- 寒天、ゼラチンよりも透明度が高く、光沢が優れる。また、ほぼ無味。
- 食感はゼリー（ゼラチン）と寒天の中間で、寒天より柔らかい。寒天と同じく口内の温度で溶けることはない。
- アガー粉を使ったゼリーは冷凍しても、解凍時に透明を保つ。
- 原料はカラギーナンを含むスギノリやツノマタなどの海藻。商品はこれにローカストビーンガム（マメ科植物キャロブの種子の抽出物）を加えていることがある。
- 用途は、水ようかん、ゼリー、プリンなど通常の寒天使用のものよりも柔らかい食感を味わうもの。

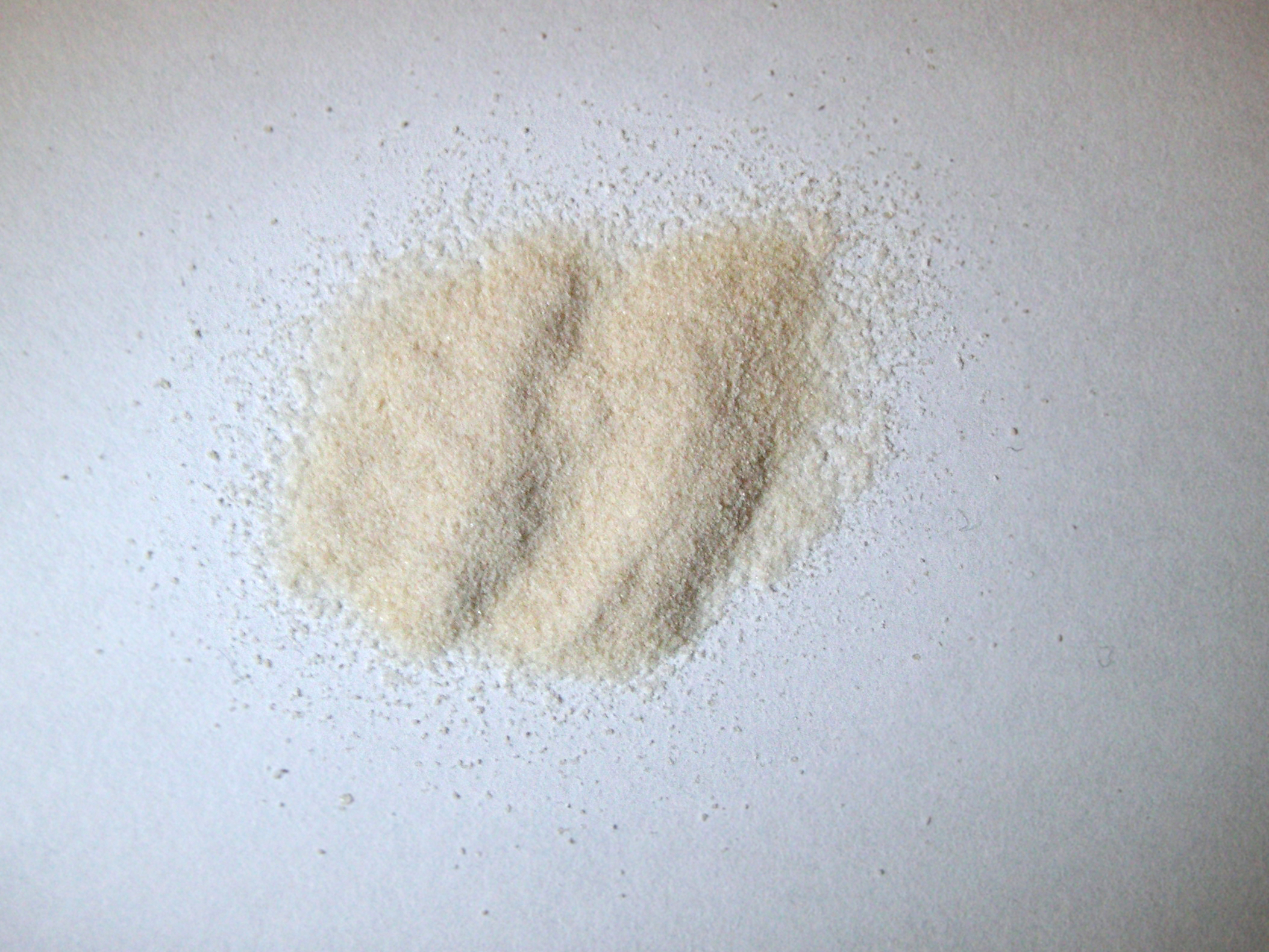
アガー粉

沿岸州寒天
ロシアでは沿岸州寒天(приморский агар-агар)がアンフェルティア海藻を精製して作られている。ロシア沿岸州の特産品であり鳥のミルクなど菓子の原材料に用いられている。

## 用途

### 食品

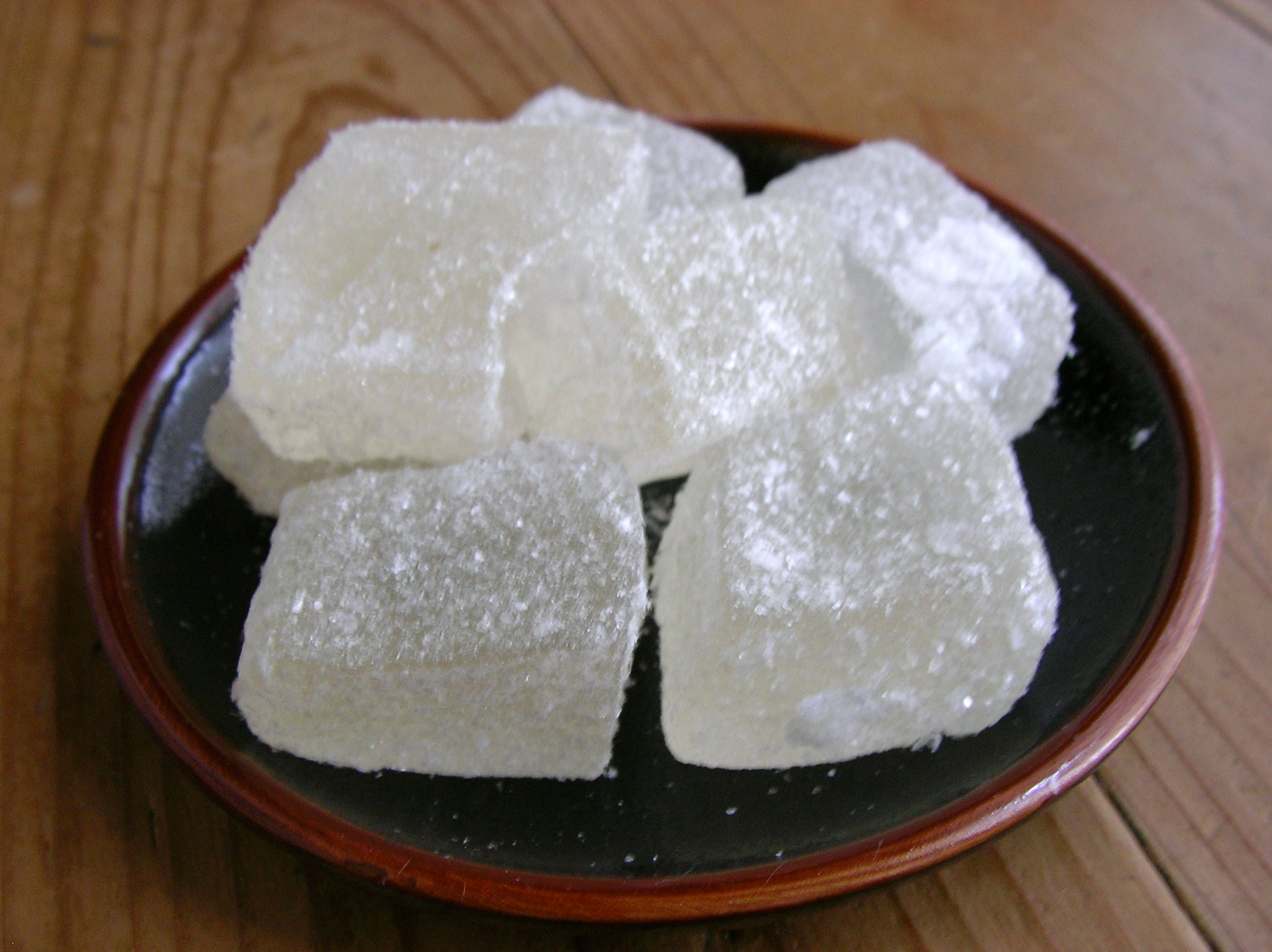
寒天氷もち

菓子の材料に用いられる他、ほとんどカロリーがないこと、腸において油や糖分の吸収を妨げることから、ダイエット食品として、また、前述のアガロオリゴ糖に着目した健康食品としても注目されている。
立方体状に裁断してみつ豆の中に入れるほか、牛乳に粉末寒天を添加して固形にした加工食品は牛乳寒あるいは牛乳羹と呼ばれる。これは中華料理の杏仁豆腐に好んで利用される。石川県の加賀料理「べろべろ」（富山県では「鼈甲」）のように、ショウガの効いただし汁に溶き卵を加えて固めた料理がある。
ゲル化剤にも使われ、卵を使わないプリン（cream caramel ）にも使われる。
米飯に寒天を添加して摂取したところ米飯のみと比較して食後の最大血糖値が低下し、GI値も減少が認められた。

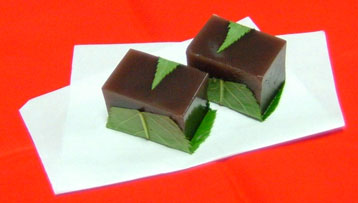
羊羮
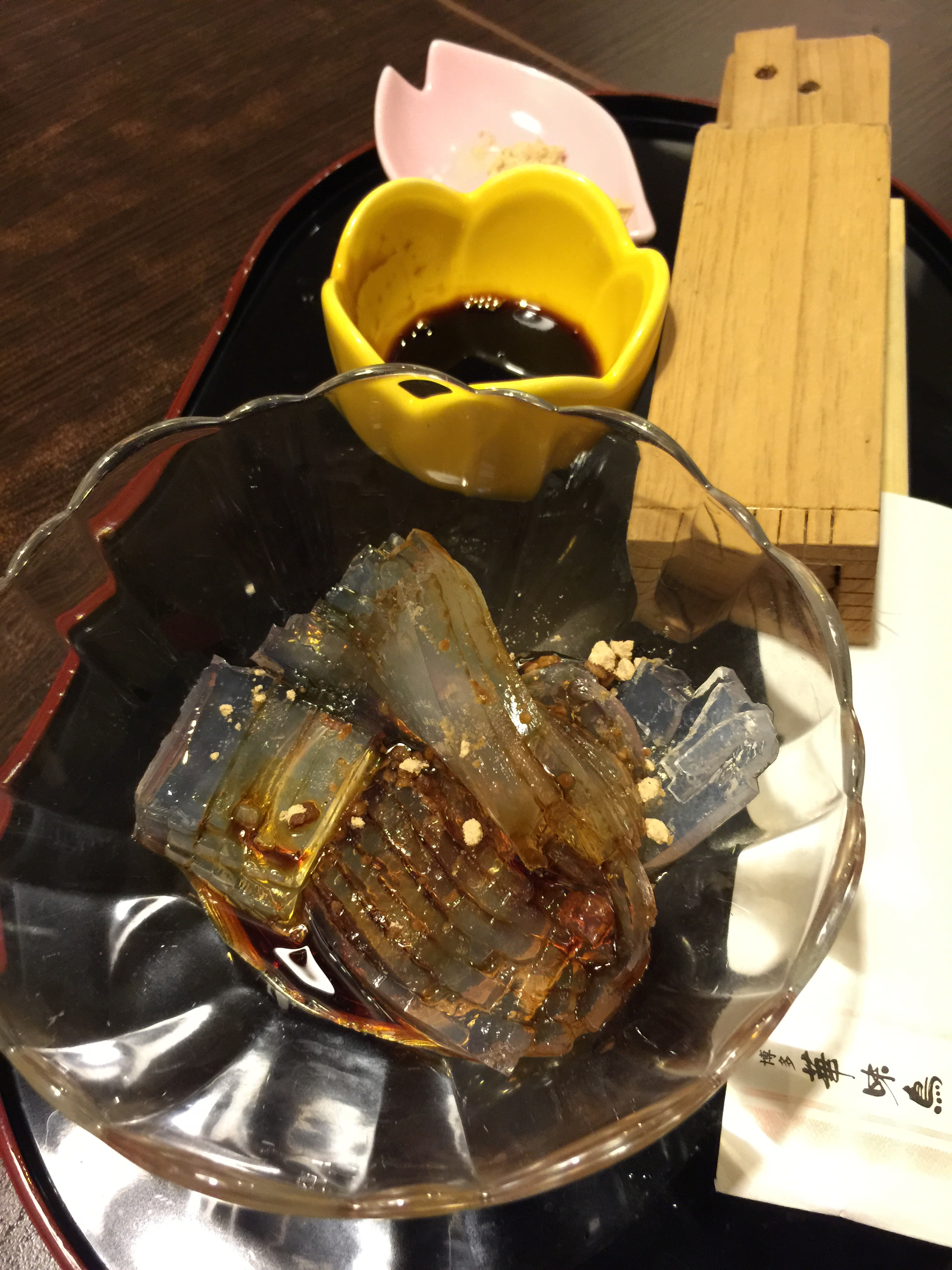
関西圏の黒蜜のトコロテン
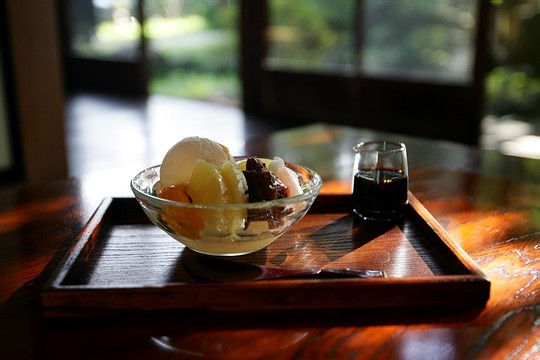
あんみつ
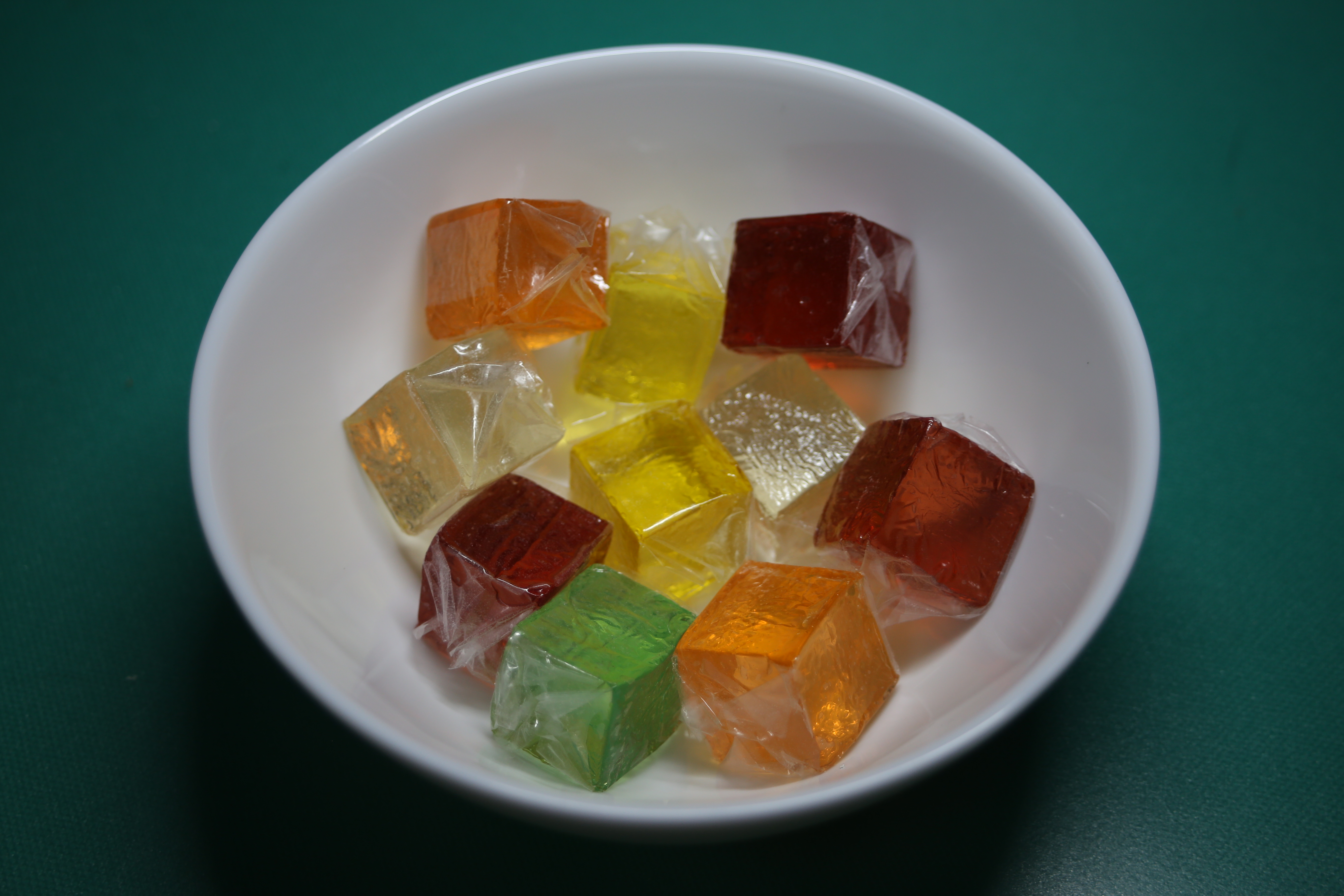
寒天ゼリー
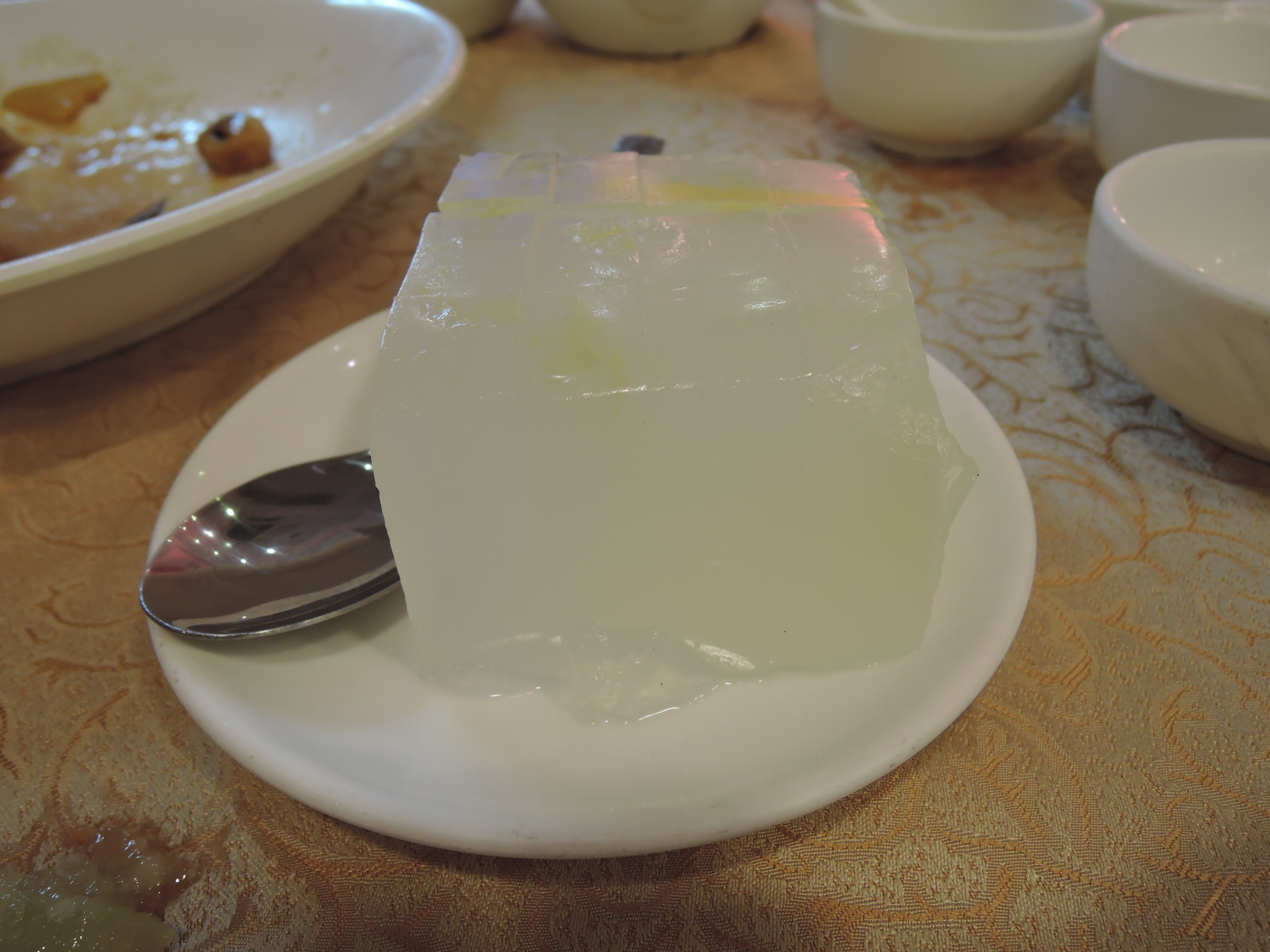
中華圏の寒天ケーキ､大菜糕（中国語版）
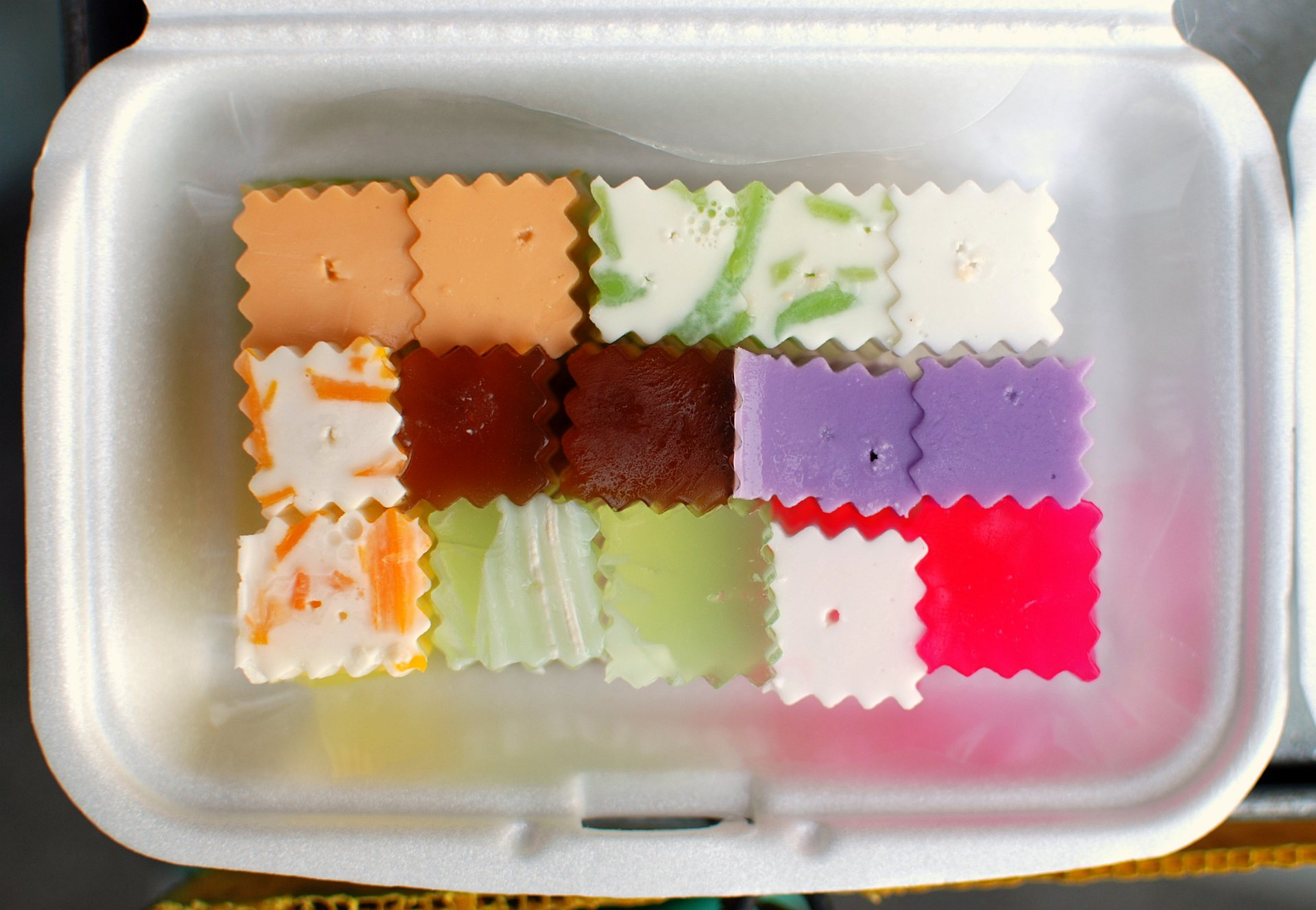
諏訪地方の郷土料理、天寄せ[20]に似たタイランドのカノムウン

寒天を用いた食品
- 淡雪
- 好事福櫨
- 琥珀羹
- サイダーかん
- すいぜん
- ニッキ寒天
- ミルクヨーカン
- 牛乳プリン
- コーヒーゼリー
- メロンゼリー
- みすず飴
- 水信玄餅
- ゼリービーンズ
- 九龍球

### 科学

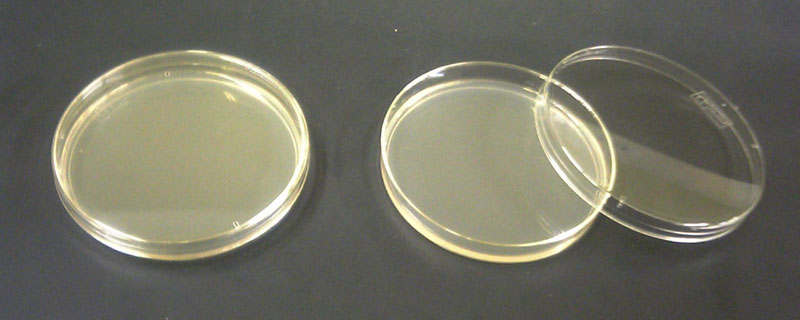
寒天培地

寒天は様々な水溶性の物質を閉じ込めることで固体のように扱える利点があり、多くの場面で利用される。
培養液に寒天を加えることで、液体培地を固形培地にすることが出来、植物の組織培養や微生物培養の際、培地の固形化に用いられている。寒天で固めた培地は寒天培地と呼ばれ、ほとんど培地の代名詞のような存在である。
他に、ヴァルター・フォークトはイモリの卵の細部に染色するために、色素液を寒天で固め、それをごく小さく切って卵表面に貼り付ける局所生体染色法という方法を開発した。植物ホルモンのオーキシンの研究でも、芽の部分を切り取って寒天にのせ、この寒天を使って成長を調べた例がある。
また特に純度の高いものは核酸の電気泳動（アガロースゲル電気泳動）にも使用される。

### 歯科医療
齲蝕などで損傷した歯の補綴物を制作する過程では、歯を型取りし、歯並びを精密に再現した石膏模型を作成する。型取りに用いる材料（印象材）は弾力があり細部が再現できるなどの要件を満たす必要があり、寒天印象材はそのひとつである。ただし寒天は寸法安定性が悪く、水分を吸収すれば膨張し、長時間空気中に放置すれば乾燥して収縮してしまう。よって、寒天印象材からは素早く石膏模型を製作しなければならない。

### その他
特撮の技法として、ミニチュア撮影での海面の表現に寒天を用いている。

## その他
茅野市の民謡、労働歌、無形民俗文化財『天屋節』が2011年2月12日放送の食彩の王国で紹介された。